# Heide Wollert
Heide Wollert (* 16. Mai 1982 in Halle (Saale)) ist eine ehemalige deutsche Judoka (4. Dan).
Heide Wollert ist Sportstudentin an der Martin-Luther-Universität Halle-Wittenberg. Sie ist seit 1990 aktiv und startet für den JC Leipzig. Zuvor war sie beim SV Halle aktiv, wo sie von Frank Hölperl und Norbert Littkopf trainiert wurde, davor trat sie für die HSG Wissenschaft Halle an.
Zunächst trat sie in der Klasse bis 70 Kilogramm an. 1997 konnte sie in der Altersklasse U17 Deutsche Meisterin werden. Insgesamt kam sie in verschiedenen Altersklassen bei deutschen und internationalen deutschen Meisterschaften sieben Mal in die Medaillenränge. Seit 1999 startet sie parallel, seit 2002 ausschließlich im Elitebereich. 2001 wurde Wollert deutsche Vizemeisterin und Dritte bei den internationalen deutschen Meisterschaften (IDM). Im Jahr darauf wiederholte sie die Platzierung bei den IDM. Im folgenden Jahr erreichte sie mit dem Gewinn der Vizeeuropameisterschaft einen ersten internationalen Erfolg und wurde erneut deutsche Meisterin (DM). 2004 gewann sie den nationalen Titel zum dritten Mal, wurde Dritte bei den internationalen deutschen Meisterschaften und gewann mit der Mannschaft Bronze bei den Studentenweltmeisterschaften. 2005 gewann sie zum vierten Mal bei den Deutschen Meisterschaften und einen zum Weltcup zählenden Wettbewerb in Hamburg. Diese Ergebnisse konnte Wollert 2006 noch übertreffen. Sie wurde erneut Vizeeuropameisterin, Vizestudentenweltmeisterin und Studentenweltmeisterin mit der Mannschaft.
Weil sie in Deutschland mit Annett Böhm eine starke Gegnerin hatte, die wahrscheinlich den Vorzug für die Olympischen Spiele erhalten hätte, wechselte Wollert auf Anregung des Bundestrainers in die Klasse bis 78 Kilogramm. Hier hatte sie schnell Erfolge aufzuweisen. 2007 wurde sie Fünfte bei den Europameisterschaften und nahm an den Weltmeisterschaften teil. 2008 gewann sie schließlich in Lissabon gegen die Russin Vera Moskaljuk den Titel der Europameisterin. Damit war sie auch für die Olympischen Spiele in Peking qualifiziert. Dort konnte sie den siebten Platz in der Klasse bis 78 kg belegen. Bei den Europameisterschaften 2009 belegte sie den dritten Platz. In Rotterdam belegte sie bei den Judo-Weltmeisterschaften 2009 nach drei Siegen gegen Galeone, Cotton und Lebrun den dritten Platz.
2010 erreichte Wollert bei den Weltmeisterschaften in Tokio den fünften Rang, bei den World Team Championships in Antalya wurde sie Zweite. Bei den Weltmeisterschaften 2011 in Paris belegte sie erneut den fünften Platz. Bei ihren zweiten Olympischen Spielen in London erreichte sie den neunten Platz. Bis 2014 kämpfte sie noch auf internationalem Niveau weiter, bis sie mit einem dritten Rang beim Grand Slam in Baku ihre Karriere beendete. Nach der Karriere wurde sie Trainerin und wurde U-21-Trainerin des sächsischen Verbandes.

## Belege
1. ↑  Heide Wollert wird neue U21-Landestrainerin in Sachsen. Abgerufen am 13. Oktober 2019.

| Personendaten    | Personendaten   |
| ---------------- | --------------- |
| NAME             | Wollert, Heide  |
| KURZBESCHREIBUNG | deutsche Judoka |
| GEBURTSDATUM     | 16. Mai 1982    |
| GEBURTSORT       | Halle (Saale)   |